# Baphia nitida
Espèce
Synonymes
- Baphia angolensis sensu Lest.-Garl.[1]
- Baphia barombiensis Taub.[1] [2]
- Baphia haematoxylon (Schum. & Thonn.) Hook.[1] [2]
- Baphia haematoxylon (Thonn.) Hook. f.[3]
- Baphia nitida pubescens A.Chev.[2]
- Baphia nitida var. pubescens A.Chev.[1]
- Carpolobia versicolor G. Don[3]
- Carpolobia versicolor G.Don[1] [2]
- Delaria pyrifolia Desv.[1] [2]
- Podalyria haematoxylon Schum. & Thonn.[1] [2]
- Podalyria haematoxylon Thonn.[3]

Statut de conservation UICN

LC : Préoccupation mineure
Baphia nitida (également connue comme camwood) est une espèce de plantes à fleurs de la famille des Fabaceae. Elle appartient au genre Baphia. Elle est présente au Cameroun.

## Classification
Baphia nitida appartient au genre Baphia, de la famille des Fabaceae.

## Biologie
Des tests biologiques ont été effectués sur les feuilles de la plante, et ont relevé que les substances extraites possèdent des caractères sédatifs, anxiolytiques et myorelaxants.

## Liste des variétés
Selon Tropicos (19 décembre 2017) :
- variété Baphia nitida var. pubescens A. Chev.